# Jurong Pandee
Jurong Pandee is een bestuurslaag in het regentschap Pidie van de provincie Atjeh, Indonesië. Jurong Pandee telt 682 inwoners (volkstelling 2010).